# Österreichische Badmintonmeisterschaft 1969
Die Österreichische Badmintonmeisterschaft 1969 fand in Wien statt. Es war die zwölfte Auflage der Badmintonmeisterschaften von Österreich.

## Titelträger
| Disziplin    | Sieger                                   |
| ------------ | ---------------------------------------- |
| Herreneinzel | Hermann Fröhlich                         |
| Dameneinzel  | Ingrid Wieltschnig                       |
| Herrendoppel | Reinhold Pum Leopold Bauer               |
| Damendoppel  | Elisabeth Wieltschnig Ingrid Wieltschnig |
| Mixed        | Hermann Fröhlich Lore König              |